# Parasmittia carinata
Parasmittia carinata är en tvåvingeart som beskrevs av Karl Strenzke 1950. Parasmittia carinata ingår i släktet Parasmittia och familjen fjädermyggor. Arten har ej påträffats i Sverige. Inga underarter finns listade i Catalogue of Life.